# Abutilon procerum
Abutilon procerum är en malvaväxtart som beskrevs av P.A. Fryxell. Abutilon procerum ingår i släktet klockmalvor, och familjen malvaväxter. Inga underarter finns listade i Catalogue of Life.